# Deelnemers UEFA-toernooien Oekraïne
Onderstaande tabellen bevatten de deelnemers aan de UEFA-toernooien uit Oekraïne.

## Mannen
Voor deelname van Oekraïense clubs voor 1992 zie deelnemers UEFA-toernooien Sovjet-Unie.
NB Klikken op de clubnaam geeft een link naar het Wikipedia-artikel over het betreffende toernooi in het betreffende seizoen.
| Seizoen | Champions League                          | Europacup II                                                                                | UEFA Cup                              | Intertoto Cup   |
| ------- | ----------------------------------------- | ------------------------------------------------------------------------------------------- | ------------------------------------- | --------------- |
| 1992/93 | Tavrija Simferopol                        | Tsjornomorets Odessa                                                                        | Dynamo Kiev                           |                 |
| 1993/94 | Dynamo Kiev                               | Karpaty Lviv                                                                                | Dnipro Dnipropetrovsk                 |                 |
| 1994/95 | Dynamo Kiev                               | Tsjornomorets Odessa                                                                        | Sjachtar Donetsk                      |                 |
| 1995/96 | Dynamo Kiev                               | Sjachtar Donetsk                                                                            | Tsjornomorets Odessa                  |                 |
| 1996/97 | Dynamo Kiev ->                            | Nyva Vinnytsja                                                                              | Dynamo Kiev Tsjornomorets Odessa      |                 |
| 1997/98 | Dynamo Kiev                               | Sjachtar Donetsk                                                                            | Dnipro Dnipropetrovsk Vorskla Poltava |                 |
| 1998/99 | Dynamo Kiev                               | CSCA Kiev                                                                                   | Sjachtar Donetsk                      | Vorskla Poltava |
| Seizoen | Champions League                          | UEFA Cup                                                                                    | Intertoto Cup                         |                 |
| 1999/00 | Dynamo Kiev                               | Karpaty Lviv Kryvbas Kryvy Rih Sjachtar Donetsk                                             |                                       |                 |
| 2000/01 | Dynamo Kiev Sjachtar Donetsk ->           | Sjachtar Donetsk Kryvbas Kryvy Rih Vorskla Poltava                                          |                                       |                 |
| 2001/02 | Dynamo Kiev Sjachtar Donetsk ->           | Sjachtar Donetsk CSCA Kiev Dnipro Dnipropetrovsk                                            | Tavrija Simferopol                    |                 |
| 2002/03 | Dynamo Kiev -> Sjachtar Donetsk ->        | Dynamo Kiev Sjachtar Donetsk Metaloerh Donetsk Metaloerh Zaporizja                          |                                       |                 |
| 2003/04 | Dynamo Kiev Sjachtar Donetsk ->           | Sjachtar Donetsk Dnipro Dnipropetrovsk Metaloerh Donetsk                                    |                                       |                 |
| 2004/05 | Dynamo Kiev -> Sjachtar Donetsk ->        | Dynamo Kiev Sjachtar Donetsk Dnipro Dnipropetrovsk Illitsjivets Marioepol Metaloerh Donetsk |                                       |                 |
| 2005/06 | Dynamo Kiev Sjachtar Donetsk ->           | Sjachtar Donetsk Dnipro Dnipropetrovsk Metaloerh Donetsk                                    |                                       |                 |
| 2006/07 | Dynamo Kiev Sjachtar Donetsk->            | Sjachtar Donetsk Metaloerh Zaporizja Tsjornomorets Odessa                                   | Dnipro Dnipropetrovsk                 |                 |
| 2007/08 | Dynamo Kiev -> Sjachtar Donetsk ->        | Dynamo Kiev Sjachtar Donetsk Dnipro Dnipropetrovsk Metalist Charkov                         | Tsjornomorets Odessa                  |                 |
| 2008/09 | Dynamo Kiev -> Sjachtar Donetsk ->        | Dynamo Kiev Sjachtar Donetsk Dnipro Dnipropetrovsk Metalist Charkov                         | Tavrija Simferopol                    |                 |
| Seizoen | Champions League                          | Europa League                                                                               |                                       |                 |
| 2009/10 | Dynamo Kiev Sjachtar Donetsk ->           | Sjachtar Donetsk Metalist Charkov Metaloerh Donetsk Vorskla Poltava                         |                                       |                 |
| 2010/11 | Dynamo Kiev -> Sjachtar Donetsk           | Dynamo Kiev Dnipro Dnipropetrovsk Karpaty Lviv Metalist Charkov Tavrija Simferopol          |                                       |                 |
| 2011/12 | Dynamo Kiev -> Sjachtar Donetsk           | Dynamo Kiev Dnipro Dnipropetrovsk Karpaty Lviv Metalist Charkov Vorskla Poltava             |                                       |                 |
| 2012/13 | Dynamo Kiev -> Sjachtar Donetsk           | Dynamo Kiev Arsenal Kiev Dnipro Dnipropetrovsk Metalist Charkov Metaloerh Donetsk           |                                       |                 |
| 2013/14 | Metalist Charkov Sjachtar Donetsk ->      | Sjachtar Donetsk Dnipro Dnipropetrovsk Dynamo Kiev Metaloerh Donetsk Tsjornomorets Odessa   |                                       |                 |
| 2014/15 | Dnipro Dnipropetrovsk -> Sjachtar Donetsk | Dnipro Dnipropetrovsk Dynamo Kiev Metalist Charkov Tsjornomorets Odessa Zorja Loehansk      |                                       |                 |
| 2015/16 | Dynamo Kiev Sjachtar Donetsk ->           | Sjachtar Donetsk Dnipro Dnipropetrovsk Vorskla Poltava Zorja Loehansk                       |                                       |                 |
| 2016/17 | Dynamo Kiev Sjachtar Donetsk ->           | Sjachtar Donetsk PFK Oleksandrija Vorskla Poltava Zorja Loehansk                            |                                       |                 |
| 2017/18 | Dynamo Kiev -> Sjachtar Donetsk           | Dynamo Kiev PFK Oleksandrija Olimpik Donetsk Zorja Loehansk                                 |                                       |                 |
| 2018/19 | Dynamo Kiev -> Sjachtar Donetsk ->        | Dynamo Kiev Sjachtar Donetsk FK Marioepol Vorskla Poltava Zorja Loehansk                    |                                       |                 |
| 2019/20 | Dynamo Kiev -> Sjachtar Donetsk ->        | Dynamo Kiev Sjachtar Donetsk FK Marioepol PFK Oleksandrija Zorja Loehansk                   |                                       |                 |
| 2020/21 | Dynamo Kiev -> Sjachtar Donetsk ->        | Dynamo Kiev Sjachtar Donetsk Desna Tsjernihiv Kolos Kovalivka Zorja Loehansk                |                                       |                 |
| Seizoen | Champions League                          | Europa League                                                                               | Europa Conference League              |                 |
| 2021/22 | Dynamo Kiev Sjachtar Donetsk              | Zorja Loehansk                                                                              | Kolos Kovalivka Vorskla Poltava       |                 |

### Deelnames
Aantal deelnames
32x FC Dynamo Kiev (exclusief deelnames Sovjet-Unie, 22x)
27x FK Sjachtar Donetsk (exclusief deelnames Sovjet-Unie, 5x)
15x FK Dnipro Dnipropetrovsk (exclusief deelnames Sovjet-Unie, 6x)
09x Vorskla Poltava
08x Tsjornomorets Odessa (exclusief deelnames Sovjet-Unie, 3x)
08x Zorja Loehansk
07x Metalist Charkov (exclusief deelname Sovjet-Unie, 1x)
07x Metaloerh Donetsk
04x Karpaty Lviv (exclusief deelname Sovjet-Unie, 1x)
04x Tavrija Simferopol
03x Arsenal Kiev (inclusief CSCA, 2x)
03x FK Marioepol (inclusief  Illitsjivets, 1x)
03x PFK Oleksandrija
02x FK Kolos Kovalivka
02x Kryvbas Kryvy Rih
02x Metaloerh Zaporizja
01x Desna Tsjernihiv
01x Nyva Vinnytsja
01x Olimpik Donetsk

### Finaleplaatsen
Onderstaande tabel geeft een overzicht van de finales met Oekraïense clubs.
| Toernooi              | Winnaar             | Finalist                 | Uitslag | Tegenstander  |
| --------------------- | ------------------- | ------------------------ | ------- | ------------- |
| UEFA Cup 2008/09      | FK Sjachtar Donetsk |                          | 2-1 nv  | Werder Bremen |
| Europa League 2014/15 |                     | FK Dnipro Dnipropetrovsk | 2-3     | Sevilla FC    |

## Vrouwen
NB Klikken op de clubnaam geeft een link naar het Wikipedia-artikel over het betreffende toernooi in het betreffende seizoen.
| Seizoen | Women's Cup                |
| ------- | -------------------------- |
| 2001/02 | Lehenda-Cheksil Tsjernihiv |
| 2002/03 |                            |
| 2003/04 | Lehenda-Cheksil Tsjernihiv |
| 2004/05 | Metalist Charkov           |
| 2005/06 | Arsenal Charkov            |
| 2006/07 | Lehenda-Cheksil Tsjernihiv |
| 2007/08 | Arsenal Charkov            |
| 2008/09 | Naftokhimik Kaluš          |
| Seizoen | Champions League           |
| 2009/10 | Zhytlobud-1 Kharkiv        |
| 2010/11 | Lehenda-ShVSM Tsjernihiv   |
| 2011/12 | Lehenda-ShVSM Tsjernihiv   |
| 2012/13 | Zhytlobud-1 Kharkiv        |
| 2013/14 | Zhytlobud-1 Kharkiv        |
| 2014/15 | Zhytlobud-1 Kharkiv        |
| 2015/16 | Zhytlobud-1 Kharkiv        |
| 2016/17 | Zhytlobud-1 Kharkiv        |
| 2017/18 | Zhytlobud-2 Kharkiv        |
| 2018/19 | Zhytlobud-1 Kharkiv        |
| 2019/20 | Zhytlobud-1 Kharkiv        |
| 2020/21 | Zhytlobud-2 Kharkiv        |
| 2021/22 | Zhytlobud-1 Kharkiv        |

### Deelnames
12x Zhytlobud-1 Kharkiv (inclusief Arsenal en Metalist)
05x Lehenda-ShVSM Tsjernihiv (inclusief Lehenda-Cheksil)
02x Zhytlobud-2 Kharkiv
01x Naftokhimik Kaluš
Albanië ·
Andorra ·
Armenië ·
Azerbeidzjan ·
België ·
Bosnië en Herzegovina ·
Bulgarije ·
Cyprus ·
Denemarken ·
Duitsland ·
Engeland ·
Estland ·
Faeröer ·
Finland ·
Frankrijk ·
Georgië ·
Gibraltar ·
Griekenland ·
Hongarije ·
Ierland ·
IJsland ·
Israël ·
Italië ·
Kazachstan ·
Kroatië ·
Kosovo ·
Letland ·
Liechtenstein ·
Litouwen ·
Luxemburg ·
Malta ·
Moldavië ·
Montenegro ·
Nederland ·
Noord-Ierland ·
Noord-Macedonië ·
Noorwegen ·
Oekraïne ·
Oostenrijk ·
Polen ·
Portugal ·
Roemenië ·
Rusland ·
San Marino ·
Schotland ·
Servië ·
Slovenië ·
Slowakije ·
Spanje ·
Tsjechië ·
Turkije ·
Wales ·
Wit-Rusland ·
Zweden ·
Zwitserland

Historie:
DDR ·
Joegoslavië ·
Saarland ·
Sovjet-Unie ·
Tsjecho-Slowakije